# Tillie Walden
Pour les articles homonymes, voir Walden.
Tillie Walden (née en 1996) est une autrice de bande dessinée américaine.

## Biographie
Tillie Walden se fait remarquer en 2015 avec son récit The End of Summer puis sa bande dessinée en ligne On a Sunbeam, alors qu'elle est encore étudiante au Center for Cartoon Studies (en) — elle est notamment lauréate de deux prix Ignatz et nommée pour un prix Eisner,.
En septembre 2017, First Second publie Spinning (en), bande dessinée autobiographique évoquant son adolescence de patineuse artistique découvrant son homosexualité, traduite en français sous le même titre la même année par Gallimard. Cette bande dessinée est récompensée en juillet 2018 par le prix Eisner de la meilleure œuvre inspirée de la réalité.
En 2018 est publié On a Sunbeam, traduit l'année suivante sous le titre Dans un rayon de soleil.

## Œuvres

### Œuvres de jeunesse et expérimentations
Récits courts et expérimentations achevés entre 2013 et 2018 et publiés dans le recueil Alone in Space: a collection, Avery Hill Publishing, 2021 :
- Glare (2013)
- My Name Is (2014)
- Slumberland (2014)
- Cramped (2014)
- Journal Entry (2014)
- The Graduate (2014)
- Ghibli (2015)
- Lost Trees (2015)
- Dreaming (2015)
- Sun in my Eyes (2015)
- In the Palm of Your Hand (2015)
- The Weather Woman (2016)
- Lars + Nemo (2016)
- Alive (2016)
- What it's Like to Be Gay in an All Girls Middle School (2016)
- Q&A (2017)
- The Fader (2018)

### Publications en volumes
- The End of Summer, Avery Hill Publishing, 2015.
- I Love This Part, Avery Hill Publishing, 2016.
  - (fr) J'adore ce passage, Gallimard, 2019  (ISBN 9782075129718).
- A City Inside, Avery Hill Publishing, 2016.
- Spinning, First Second Books, 2017.
  - (fr) Spinning, Gallimard, 2017  (ISBN 9782075092616).
- On a Sunbeam, First Second Books, 2018. Recueil d'une bande dessinée en ligne publiée en 2016 et 2017[7].
  - (fr) Dans un rayon de soleil[6], Gallimard, 2019  (ISBN 9782075108829).
- Are You Listening?, First Second Books, 2020.
  - (fr) Sur la route de West, Gallimard, 2020  (ISBN 9782075134231)[8].
- My Parents Won't Stop Talking! (scénario et dessin), avec Emma Hunsinger (scénario et dessin), Roaring Brook Press, 2022.
- Clementine, Skybound Comet :

1. Book One, 2022  (ISBN 9781534321281).
(fr) Walking Dead : Clementine T01[9], Delcourt, 2023 (ISBN 9782413075745).
2. Book Two, 2023  (ISBN 9781534325197).
(fr) Walking Dead : Clementine T02[9], Delcourt, 2024 (ISBN 9782413075752).
3. Book Three, 2025   (ISBN 978-1-5343-9737-8).
(fr) Walking Dead : Clementine T03, Delcourt, 2025  (ISBN 9782413075769).

- Tegan and Sara (dessin), avec Tegan et Sara Quin (textes), Farrar, Straus and Giroux :

1. Junior High, 2023  (ISBN 9780374313029).
(fr) Ados à deux, Gallimard, 2024  (ISBN 9782075196086).
2. Crush, 2024  (ISBN 9780374313036).
(fr) Double Cruch, Gallimard, 2025  (ISBN 9782075209922).

## Prix et distinctions
- 2016 : Prix Ignatz de la meilleure auteure pour The End of Summer du nouveau talent prometteur pour J'adore ce passage
- 2018 : Prix Eisner du meilleur travail inspiré de la réalité pour Spinning (en)
- 2020 : 
  - Prix Eisner du meilleur album pour Sur la route de West[10]
  - Finaliste du grand prix de la critique : Dans un rayon de soleil[11]